# Luangue
Luangue é uma vila e comuna angolana que se localiza na província da Lunda Norte, pertencente ao município de Lubalo.